# Transglutaminasa
Las transglutaminasas (TGasa) son enzimas que, en la naturaleza, catalizan la formación de un enlace isopeptídico entre el grupo γ-carboxamida [-(C=O)NH2] de una molécula de glutamina y el grupo ε-amino (-NH2) de las moléculas de lisina, dando como resultado una liberación de amoniaco (NH3). Los residuos de lisina y glutamina deben estar unidos a un péptido o proteína de manera que el entrecruzamiento intramolecular o entre diferentes moléculas pueda llevarse a cabo. Los enlaces formados por la transglutaminasa exhiben una alta resistencia a la proteólisis.
La reacción, catalizada por transglutaminasa es la siguiente:
{\displaystyle {\ce {Gln-(C=O)NH2 + NH2-Lys -> Gln-(C=O)NH-Lys + NH3}}}

La transglutaminasa también puede unir una amina primaria (RNH2) al grupo carboxiamida de un residuo de glutamina que esté en una cadena lateral de una proteína o péptido, formando un enlace isopeptídico.
{\displaystyle {\ce {Gln-(C=O)NH2 + RNH2 -> Gln-(C=O)NHR + NH3}}}

Estas enzimas también son capaces de desamidar residuos de glutamina a ácido glutámico en presencia de agua.
{\displaystyle {\ce {Gln-(C=O)NH2 + H2O -> Gln-COOH + NH3}}}
Existen dos tipos de transglutaminasa: las calcio dependientes (que requieren el ion Ca2+ como cofactor), las cuales se encuentran en el hígado y plasma de mamíferos, en pescados y plantas (transglutaminasa tisular); y las calcio no dependientes o calcio independientes, producidas por la fermentación de algunos microorganismos como Streptomyces cinnamoneum y Streptomyces mobaraensis. Estas últimas son las más utilizadas comercialmente.
Los aminoácidos conservados que forman el sitio catalítico de la TGasa son la Cys, His y Asp.
La transglutaminasa fue descrita por primera vez en 1959, sin embargo, su actividad bioquímica exacta fue descubierta en el factor XIII de coagulación sanguínea hasta 1968.

## Rol biológico
Las transglutaminasas forman entrecruzamientos extensivos, generalmente dando como resultado polímeros proteicos insolubles. Estos polímeros biológicos son indispensables para que un organismo forme barreras y estructuras estables. Ejemplos de esto son los coágulos sanguíneos (factor de coagulación XIII) así como la piel y el cabello. La reacción catalítica es irreversible y debe ser monitoreada a través de extensivos mecanismos de control.

## Rol en la enfermedad
La deficiencia del factor XIII (una rara condición genética) predispone a los pacientes a hemorragias; el uso de la enzima concentrada puede corregir la anormalidad y reducir el riesgo de desangramiento.
En la enfermedad celiaca se encuentran anticuerpos anti-transglutaminasa que pueden jugar un papel en el daño del intestino delgado como respuesta a las gliadinas consumidas en la dieta que caracterizan dicha condición. En la dermatitis herpetiforme, donde se presentan cambios en el intestino delgado que responden a los productos de trigo que contienen gliadinas, la transglutaminasa epidérmica es el autoantígeno predominante.
Estudios recientes indican que los pacientes que sufren de enfermedades neurológicas como la enfermedad de Huntington o el síndrome de Parkinson pueden presentar niveles inusualmente altos de un tipo de transglutaminasa llamada transglutaminasa tisular. Se propone que la transglutaminasa tisular puede estar involucrada en la formación de agregados proteínicos que causan la enfermedad de Huntington, aunque puede no ser requerido.
Las mutaciones en la transglutaminasa de los queratinocitos están implicadas en la ictiosis laminar.

## Aplicaciones industriales y culinarias
En el procesamiento comercial de comida, la transglutaminasa es utilizada para unir proteínas. Algunos ejemplos de comidas hechas utilizando transglutaminasa incluyen la imitación de carne de cangrejo y las bolas de pescado. La transglutaminasa usada en este proceso es producida por la fermentación mediante Streptoverticillium mobaraense en cantidades comerciales o extraída de sangre de animales y es usada en una variedad de procesos que incluye la producción de carne procesada y productos de pescado.
La transglutaminasa puede ser usada como agente aglutinante para mejorar la textura de productos ricos en proteínas como el surimi o el jamón.
El llamado "pegamento de carne" hecho de fuentes porcinas y bovinas fue prohibido en la Unión Europea como aditivo alimentario en 2010 debido a que "conlleva un gran riesgo de engañar a los consumidores" pues "los consumidores en Europa deben confiar que están comprando un verdadero filete y no pedazos de carne unidos". La prohibición no tiene que ver con la seguridad del producto. Sin embargo, el uso de transglutaminasa sigue estando permitido como "coadyuvante de procesamiento" y no como aditivo que permanece presente en el producto final. 

### Gastronomía molecular
La transglutaminasa es usada también en la gastronomía molecular para crear nuevas texturas con sabores existentes. A pesar de estos usos comunes, la transglutaminasa ha sido utilizada para crear alimentos inusuales. El chef británico Heston Blumenthal ha sido considerado el introductor de la transglutaminasa en la cocina moderna.
Wylie Dufresne, chef del restaurante neoyorkino avant-garde wd~50, instruido en el uso de la transglutaminasa por Blumenthal, inventó una "pasta" hecha de alrededor del 95% de camarón gracias a la transglutaminasa.